# Extraliga ragby XV 2012/2013
Extraliga ragby XV 2012/2013 byla nejvyšší ragbyovou soutěží v Česku na podzim 2012 a na jaře 2013. Sezóna byla  zakončená finále playoff 8. června 2013. Vítězem se stala RC Tatra Smíchov.

## Základní údaje o startujících
- Praha:
  - RC Slavia Praha
  - RC Sparta Praha
  - RC Praga Praha
  - RC Tatra Smíchov
- Středočeský kraj:
  - RC Mountfield Říčany
- Jihomoravský kraj:
  - RC Dragon Brno
  - JIMI RC Vyškov
- Severomoravský kraj:
  - RC Havířov

### Hřiště
| Klub                 | Založen | Název hřiště               | od roku |
| -------------------- | ------- | -------------------------- | ------- |
| RC Slavia Praha      | 1927    | Sportovní areál SK Slávia  | 2006    |
| RC Sparta Praha      | 1928    | Na Podvinném mlýně         | 1982    |
| RC Mountfield Říčany | 1944    | Stadion J. Kohouta         | 1945    |
| RC Praga Praha       | 1944    | Ragbyové hřiště RC Praga   | 1955    |
| RC Dragon Brno       | 1946    | Ragbyové hřiště RC Dragon  | 1998    |
| JIMI RC Vyškov       | 1952    | Areál Jana Navrátila       | 1957    |
| RC Tatra Smíchov     | 1959    | FCC rugby arena            | 1973    |
| RC Havířov           | 1966    | Ragbyové hřiště RC Havířov | 1982    |

## 1. fáze – Základní část
- Období: 22.9.2012 – 18.5.2013

| Poř. | Tým                  | Z  | V  | R | P  | CB      | 4P | -7 | B* |
| ---- | -------------------- | -- | -- | - | -- | ------- | -- | -- | -- |
| 1.   | RC Tatra Smíchov     | 14 | 11 | 0 | 3  | 452–177 | 9  | 1  | 54 |
| 2.   | RC Praga Praha       | 14 | 9  | 0 | 5  | 389–194 | 6  | 4  | 46 |
| 3.   | RC Dragon Brno       | 14 | 9  | 0 | 5  | 301–262 | 7  | 1  | 44 |
| 4.   | RC Sparta Praha      | 14 | 6  | 1 | 7  | 391–248 | 6  | 5  | 37 |
| 5.   | RC Slavia Praha      | 14 | 7  | 0 | 7  | 284–284 | 4  | 3  | 35 |
| 6.   | RC Mountfield Říčany | 14 | 7  | 1 | 6  | 238–259 | 2  | 1  | 33 |
| 7.   | JIMI RC Vyškov       | 14 | 3  | 1 | 10 | 233–374 | 1  | 0  | 15 |
| 8.   | RC Havířov           | 14 | 2  | 1 | 11 | 157–647 | 0  | 0  | -2 |

pozn. RC Havířov odečetli -12 bodů za kontumační prohru 0:100 s RC Sparta Praha.

### Křížová tabulka základní části
Týmy jsou seřazeny podle umístění v minulé sezóně.
| Domácí \ Hosté | ŘÍČ   | HAV   | SLA   | TAT   | SPA   | PRG   | DRG   | VYŠ   |
| Říčany         |       | 6–18  | 16–10 | 5–38  | 14–14 | 18–13 | 26–28 | 14–3  |
| Havířov        | 17–72 |       | 15–13 | 5–55  | 15–34 | 5–68  | 7–29  | 10–10 |
| Slavia         | 10–11 | 58–24 |       | 12–10 | 40–39 | 7–19  | 12–8  | 27–17 |
| Tatra          | 43–20 | 57–7  | 37–5  |       | 33–28 | 7–17  | 65–9  | 30–13 |
| Sparta         | 7–16  | 100–0 | 18–29 | 16–3  |       | 22–19 | 10–15 | 34–7  |
| Praga          | 29–3  | 40–10 | 40–15 | 17–18 | 13–12 |       | 29–10 | 44–16 |
| Dragon         | 22–0  | 30–14 | 30–10 | 3–26  | 13–33 | 28–19 |       | 52–3  |
| Vyškov         | 7–17  | 75–10 | 0–36  | 20–30 | 31–24 | 23–22 | 8–24  |       |

Aktualizováno po zápasech hraných 18. května 2013
Zdroj: 

Vysvětlivky
1. ↑  Domácí tým je uveden v levém sloupci

Barvy: Modrá = výhra domácích; Žlutá = remíza; Červená = výhra hostů

## 2. fáze – Playoff

### Pavouk
|  | Semifinále | Semifinále       | Semifinále |  |  | Finále | Finále           | Finále  |
|  |            |                  |            |  |  |        |                  |         |
|  | 1          | RC Tatra Smíchov | 34         |  |  |        |                  |         |
|  | 4          | RC Sparta Praha  | 11         |  |  |        |                  |         |
|  |            |                  |            |  |  | 1      | RC Tatra Smíchov | 13 (39) |
|  |            |                  |            |  |  | 2      | RC Praga Praha   | 13 (20) |
|  | 2          | RC Praga Praha   | 42         |  |  |        |                  |         |
|  | 3          | RC Dragon Brno   | 12         |  |  |        |                  |         |

#### Semifinále
| 25. května 2013 11:00 SELČ | RC Tatra Smíchov | 34 – 11 | RC Sparta Praha                                             | Ragbyové hřiště RC Praga, Praha Diváci: 89 119 Rozhodčí: Tomáš Tůma |
| 25. května 2013 11:00 SELČ | Pětky: L. Jágr 16' k J. Černý 34' k J. Rudolf 45' k F. Vacek 69' k Kopy po pětce: L. Honner 16', 34', 45', 69' Trestné kopy: L. Honner 28', 37' | zápis   | Pětky: M. Křížánek 72' n Trestné kopy: M. Schneider 2', 22' | Ragbyové hřiště RC Praga, Praha Diváci: 89 119 Rozhodčí: Tomáš Tůma |

| 25. května 2013 13:00 SELČ | RC Praga Praha | 42 – 12 | RC Dragon Brno                                                          | Ragbyové hřiště RC Praga, Praha Diváci: 79 865 Rozhodčí: Matěj Rázga |
| 25. května 2013 13:00 SELČ | Pětky: T. Forst ?' R. Backa ?' P. Syrový ?' K. Jung ?' Jn. Čížek ?' Kopy po pětce: P. Čížek ?', ?' Trestné kopy: P. Čížek ?', ?' | zápis   | Pětky: K. Opravil ?' n A. Stejskal ?' k Kopy po pětce: A. Stejskal ?' k | Ragbyové hřiště RC Praga, Praha Diváci: 79 865 Rozhodčí: Matěj Rázga |

#### Finále
| 8. června 2013 14:00 SELČ | RC Tatra Smíchov | 13 – 13 (39 – 20) | RC Praga Praha                                                                                                   | Ragbyové hřiště RC Praga, Praha Diváci: 158 582 Rozhodčí: Tomáš Tůma |
| 8. června 2013 14:00 SELČ | Pětky: V. Mára (2) 55' k, 101' k M. Kladiva (3) 93' k, 95' n, 109' k Kopy po pětce: L. Honner 55', 93', 101', 109' Trestné kopy: L. Honner 10', 18' | zápis video       | Pětky: T. Forst 30' k Jn. Čížek 105' k Kopy po pětce: P. Čížek 30' T. Forst 105' Trestné kopy: P. Čížek 24', 45' | Ragbyové hřiště RC Praga, Praha Diváci: 158 582 Rozhodčí: Tomáš Tůma |

## Konečné pořadí
| Pořadí           | Tým                  |
| ---------------- | -------------------- |
| Zlatá medaile    | RC Tatra Smíchov     |
| Stříbrná medaile | RC Praga Praha       |
| 3.               | RC Dragon Brno       |
| 4.               | RC Sparta Praha      |
| 5.               | RC Slavia Praha      |
| 6.               | RC Mountfield Říčany |
| 7.               | JIMI RC Vyškov       |
| 8.               | RC Havířov           |

V tabulce níže jsou uvedení pouze ragbisté a trenéři zapsaní na soupiskách v playoff:
| Umístění         | Mužstvo          | Hráči |
| ---------------- | ---------------- | --- |
| Zlatá medaile    | RC Tatra Smíchov | Rojníci: Petr Hocke • Petr Procházka • Pavel Hocke • Jan Olbrich • Jakub Procházka • Lukáš Jágr • Vojtěch Mára – • Jiří Černý • Marek Goldstein • Michal Průša • Martin Bezouška • Pavel Elis • Jan Ptáčník Spojky: Jan Frýdl • Štepán Bezouška Útočníci: Michal Rýdlo • Lukáš Honner • Jan Rudolf • Filip Vacek • Martin Kladiva • Tomáš Veniger • Leoš Kořený • Tomáš Kintr • Čestmír Řanda • Jakub Kopřiva • Karel Berounský ml. Trenéři: Jan Oswald • Josef Fatka |
| Stříbrná medaile | RC Praga Praha   | Rojníci: Tomáš Matras • Michal Novák ml. • Václav Zelenka • Michal Novák st. • Robert Voves • Radim Backa • Jiří Frank • Martin Boháč • Tomáš Holovský • Petr Kalina • Lubomír Orlický • Jan Jung • Sebastián Nasé Spojky: Pavel Syrový • Petr Čížek – Útočníci: Pavel Hodan • Filip Fuchs • Jan Čížek • Tomáš Forst • Karel Jung • Jakub Fuchs • Marek Louda • Filip Felix Trenéři: Eduard Krützner ml. • Josef Fišer                                                |

## 1. liga 2012/13
Konečná tabulka druhé nejvyšší soutěže o postup do Extraligy 2013/14.
- Období: 23.9.2012 – 26.5.2013[2]

| Poř. | Tým                     | Z  | V  | R | P  | CB      | 4P | -7 | B* |
| ---- | ----------------------- | -- | -- | - | -- | ------- | -- | -- | -- |
| 1.   | RC Bystrc               | 12 | 11 | 0 | 1  | 539–148 | 11 | 0  | 55 |
| 2.   | TJ Sokol Mariánské Hory | 12 | 8  | 0 | 4  | 455–177 | 8  | 1  | 41 |
| 3.   | RK Petrovice            | 12 | 8  | 0 | 4  | 337–194 | 5  | 2  | 39 |
| 4.   | RC Přelouč              | 12 | 7  | 0 | 5  | 404–210 | 6  | 3  | 37 |
| 5.   | RC Zlín                 | 12 | 3  | 0 | 9  | 220–517 | 5  | 0  | 17 |
| 6.   | 1. RC Slovan Bratislava | 12 | 3  | 0 | 9  | 166–465 | 3  | 1  | 16 |
| 7.   | RC Olomouc              | 12 | 2  | 0 | 10 | 136–546 | 1  | 1  | 10 |

Do Extraligy 2013/14 postoupil tým RC Bystrc a do baráže s týmem JIMI RC Vyškov postoupil tým TJ Sokol Mariánské Hory.

## Baráž o Extraligu 2013/14
| Datum     | Domácí                  | Hosté                   | Výsledek |
| --------- | ----------------------- | ----------------------- | -------- |
| 25.5.2013 | TJ Sokol Mariánské Hory | JIMI RC Vyškov          | 24:36    |
| 8.6.2013  | JIMI RC Vyškov          | TJ Sokol Mariánské Hory | 46:12    |

V Extralize se udržel tým JIMI RC Vyškov.